# Azat Ersalïmov
Azat Ersalïmov (in kazako Азат Ерсалимов?; 19 luglio 1988) è un calciatore kazako, centrocampista dell'Oqjetpes.

## Carriera
Ha giocato nella prima divisione kazaka.